# 紅白

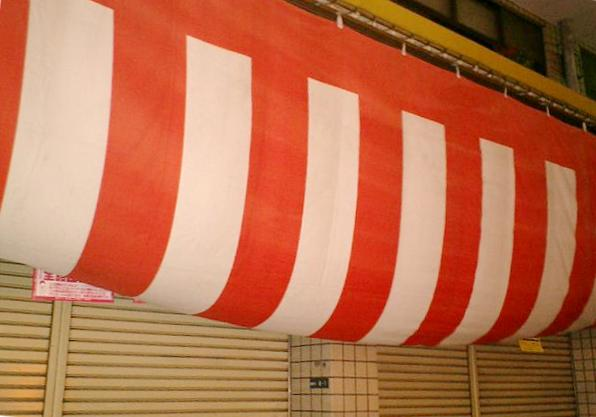
紅白幕

紅白（こうはく）とは、赤（紅）色と白色の2色。日本において、祝い事に伝統的に使われる紅白二色の組み合わせであり、「対抗する2組」の組み分けに使われる色でもある。

## 概要

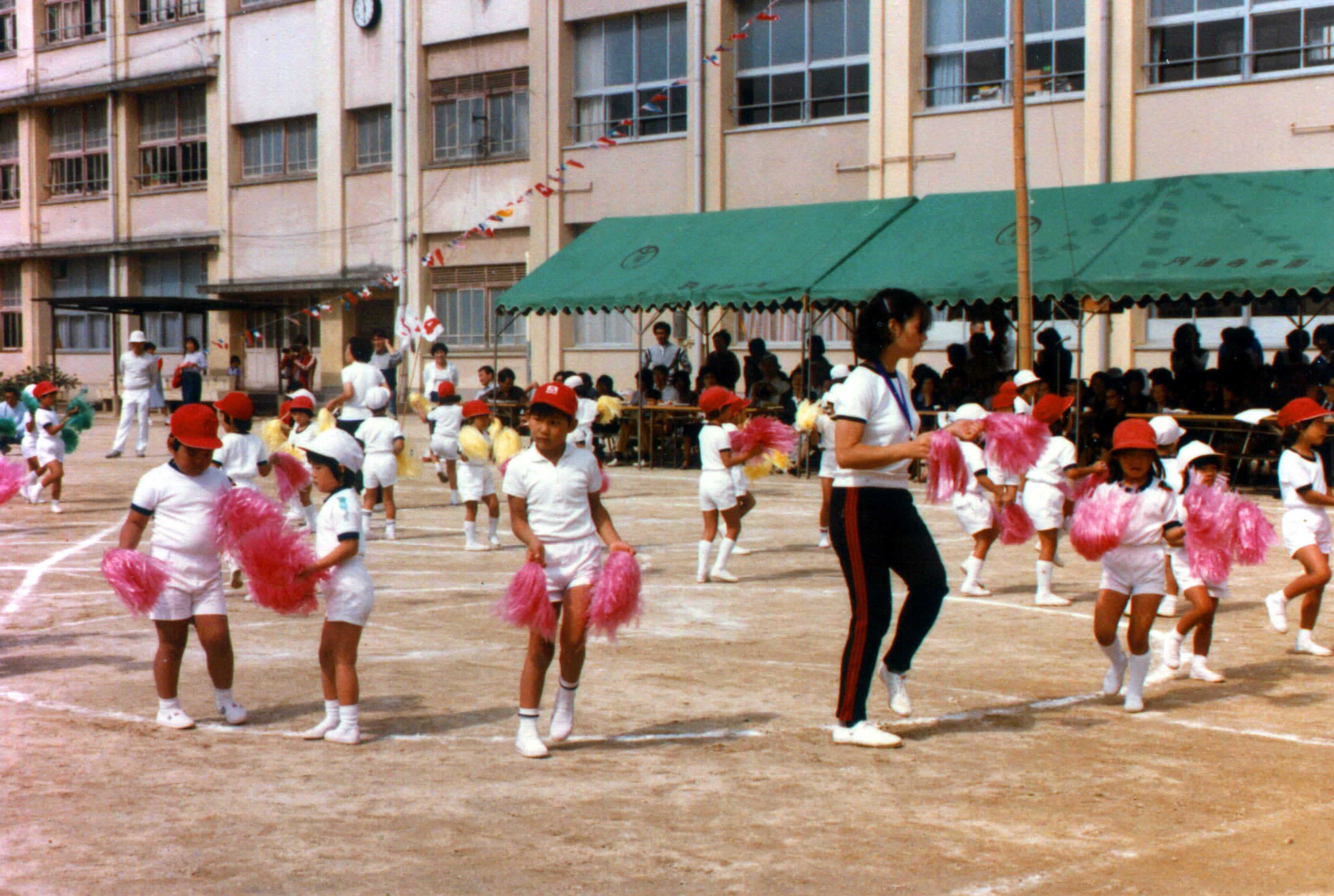
日本の小学校の運動会

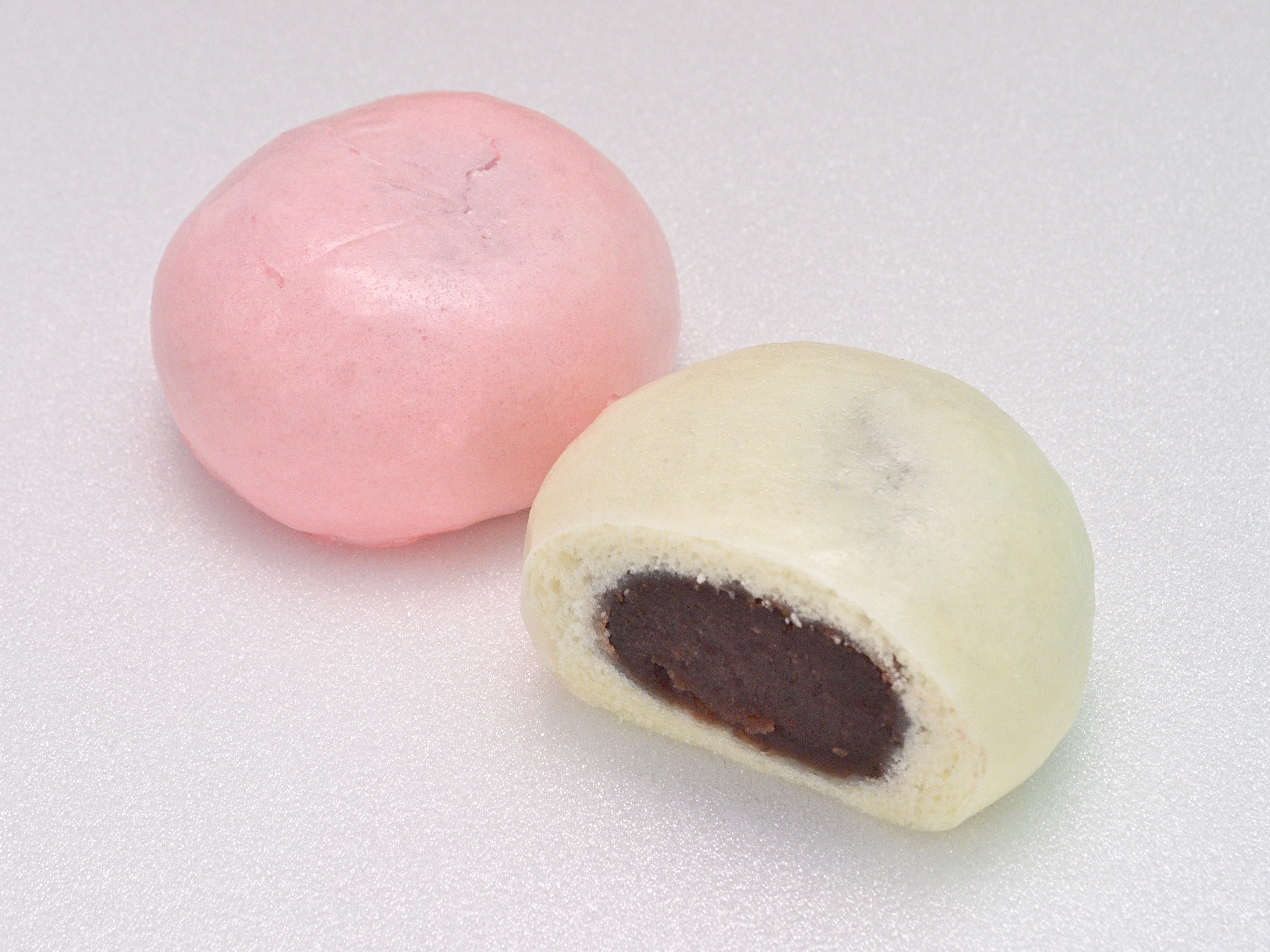
紅白まんじゅう（お祝いに配られる）

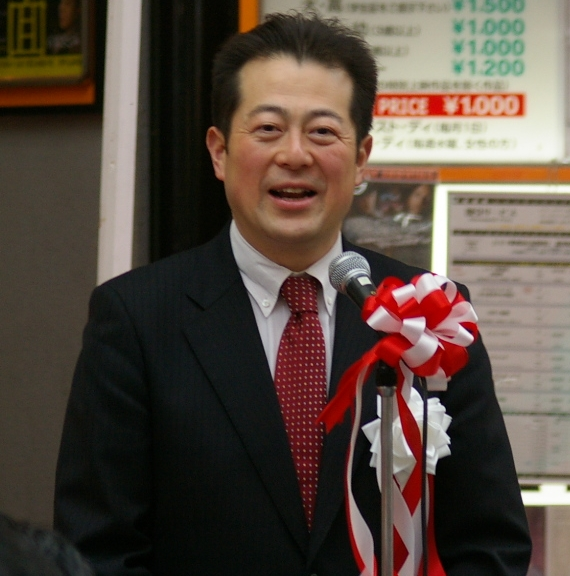
マイクリボンと胸花リボン（野志克仁）

日本における「紅白」のルーツは源平合戦とされている。源氏が白旗を、平氏が紅旗を掲げて戦った際に用いられた配色であり、対照的な色合いでもあることから、日本において、伝統的に対抗する配色として用いられるようになった。ただし、紅白のルーツについては他の説も存在する。
紅白はハレを意味し、祝いの席の紅白幕や紅白餅、紅白饅頭など縁起物に用いられている。これは、赤が赤ちゃんというように出生を意味し、白が死装束の色のように死や別れを意味するところから、人の一生を表すという説、または花嫁衣裳の色であるという説、あるいは日本では古来から赤飯を炊いて祝っていたことから赤飯の色であるという説、など様々な説がある。

## 「紅」について
「紅白」の「紅」は「くれない」（深紅）のように限定された色ではなく、単に「赤色」という意味である。なぜ「赤白」（音読みで「セキハク」）とせずに「紅白」とするかというと、「赤」を漢語に用いて「セキ」と音読みする場合、「赤裸々」「赤貧」などのように「裸」「むき出し」などの別の意味を持つためである。この代用的用法は中国語で残っており、「あか」の意味で「紅」（红）が常用され、「赤」は通常は用いられない。日本で「赤十字社」と呼ばれる団体に相当する中国の団体は「紅十字会」（红十字会）である。

## 紅白に関する事柄
- 紅白結び
- 紅白餅
- 紅白幕
- 紅白帽

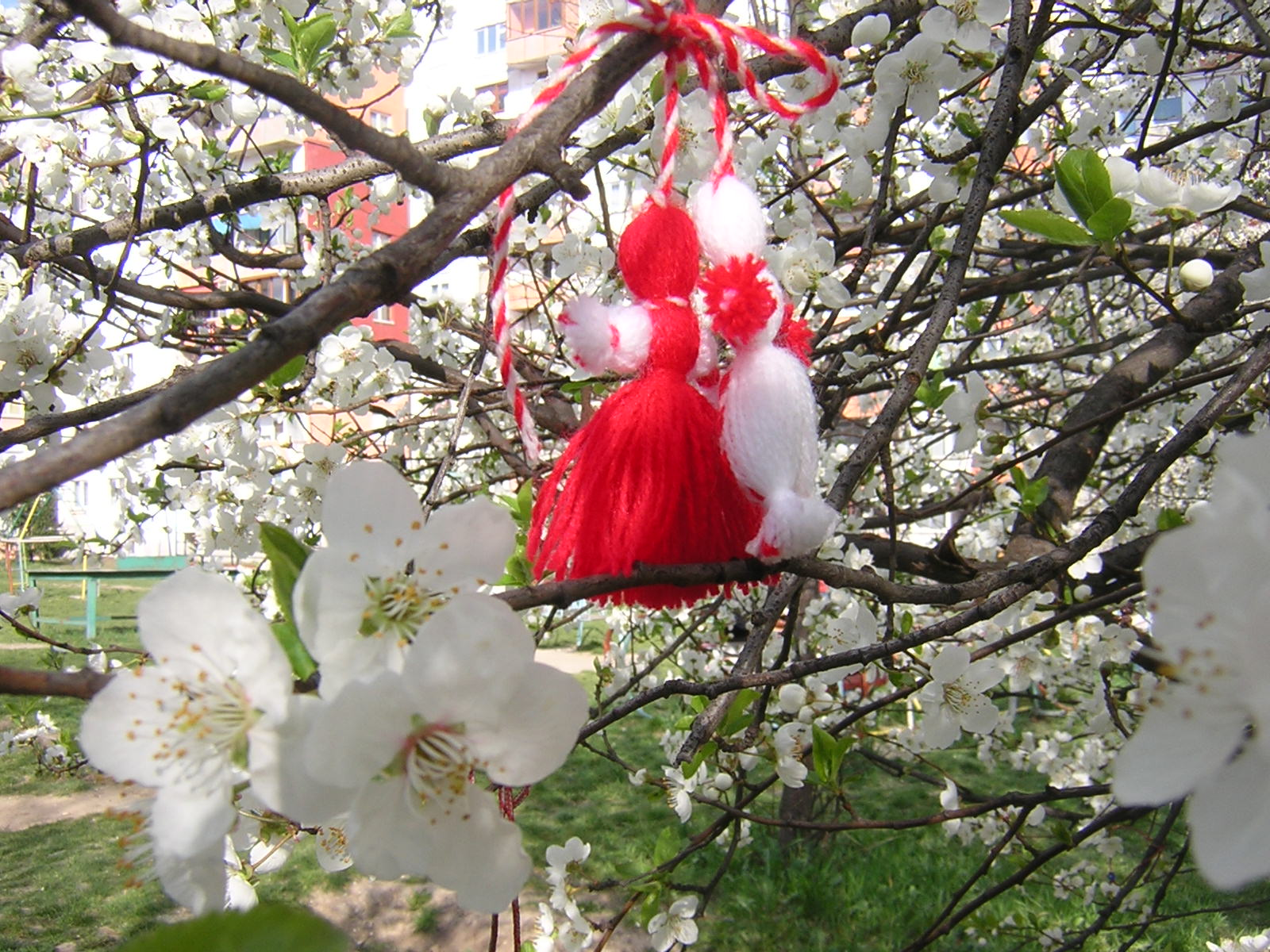
赤白の羊毛の糸で作った人形 マルテニツァ。ブルガリアの伝統的な人形で、3月1日に親しい人たちに贈りあい。手首に巻いたり等、なにかしらの形で身に着けた後、コウノトリの飛来時期に花が咲いて実がなる木の枝に結ぶ風習がある。

- 紅白戦 - 野球やサッカーなどの試合形式の練習で、同一のチームを2組に分けて行う試合の方式。
- ベテルギウスとリゲル
- 赤ワインと白ワイン。両者の中間はピンク色のロゼワイン
- 「白地に赤い十字」と「赤地に白い十字」
- 赤筋（遅筋）と白筋（速筋）。両者の性質を合わせ持つのがピンク筋（中間筋）
- サインポール - 理容師の看板。外科医の仕事もしていた時代は紅白だった。

源平
- 源氏の「白と青」と平氏（平家）の「赤と金」
- 源氏星と平家星

放送等
- NHK
  - 紅白音楽試合
  - NHK紅白歌合戦
- NTV紅白歌のベストテン（日本テレビ）
- 爆笑そっくりものまね紅白歌合戦スペシャル（フジテレビ）
- 超級巨星紅白藝能大賞
- 天才クイズ（CBCテレビ） - こちらはチーム対抗ではなく、○（白地に赤）か×（赤地に白）かの区別。

イギリス
- ウェールズの「赤いドラゴン」と「白いドラゴン」
- ランカスター家の赤いバラとヨーク家の白いバラ

政治
- クレムリン（赤の広場）とホワイトハウス（白い大統領官邸）
- 共産主義（赤色革命）と資本主義（白色革命）。社会主義や共産主義を象徴する赤旗。

キリスト教
- 「赤い竜（サタン）」と「白い馬に乗った救世主（イエス・キリスト）」
- 「母としてのマリアを表す赤いバラ」と「処女としてのマリアを表す白いバラ（もしくは白いユリ）」